# Filialkirche Waldprechting

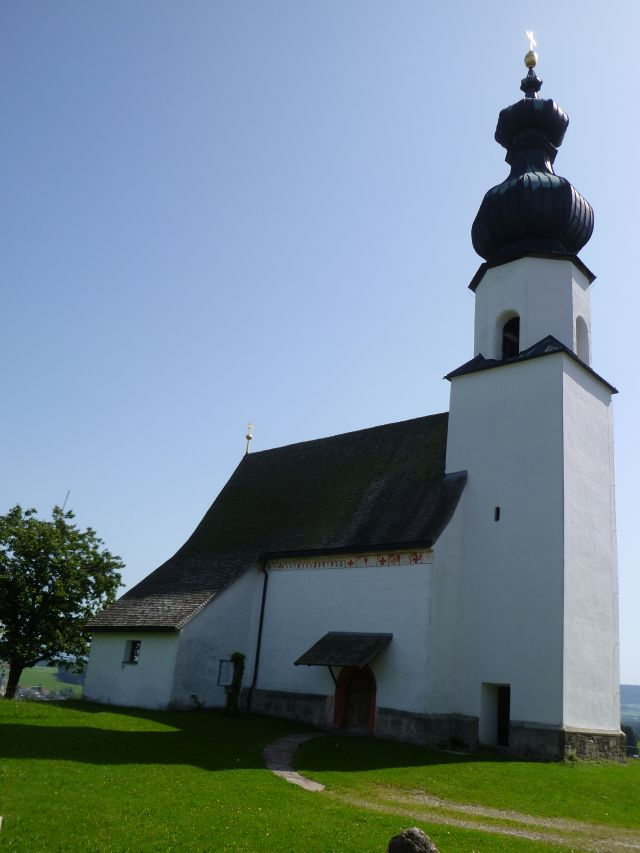
Filialkirche hl. Nikolaus (2011)

Die Filialkirche hl. Nikolaus ist eine römisch-katholische Kirche im Weiler Waldprechting in der Stadtgemeinde Seekirchen am Wallersee im Bezirk Salzburg-Umgebung im Land Salzburg. Die Kirche steht unter Denkmalschutz (Listeneintrag).

## Geschichte
Archäologische Grabungen von 1996 erbrachten zwei Vorgängerbauten aus dem 8. Jahrhundert; ob ein Zusammenhang mit der Ankunft des hl. Rupert besteht, ist unsicher. Die 1500 urkundlich genannte und durch Ablassspenden finanzierte Kirche wurde am 18. Oktober 1523 durch den Bischof von Chiemsee, Berthold Pürstinger, geweiht. Die Sakristei wurde 1690 angebaut. Im 17. und 18. Jahrhundert wurde die Kirche barock neu ausgestattet. Mitte des 18. Jahrhunderts wurde das Rippengewölbe zu einer barocken Stichkappe umgebaut.
Die Kirche wurde 1867 renoviert und 1970 außen und 1972 innen restauriert.

## Architektur
Das schlichte Langhaus unter einem Satteldach mit einem polygonalen Schluss hat einen umlaufenden Sockel, barocke Rundbogenfenster und unter dem Kranzgesims ein spätgotisches ornamentales Fries mit 1517 bezeichnet. Das spitzbogige abgefaste Portal hat eine Holztüre aus den Anfang des 16. Jahrhunderts. Der einfache Turm von 1707 im Westen mit einem gotischen Kern ist im Erdgeschoß kreuzgratgewölbt und hat ein oktogonales barockes Glockengeschoß mit abgefasten rundbogigen Schallfenstern und einen Doppelzwiebelhelm. Im Norden ist eine zweigeschoßige Sakristei unter einem Pultdach angebaut.
Das vierjochige Langhaus steht unter einer Stichkappentonne aus 1753 auf Gurtbögen und Stuckkonsolen. Im Westen ist ein spätgotisches Portal zum Turm und darüber ist ein zweites rundbogiges abgefastes Turmportals. Die untere Sakristei ist kreuzgratgewölbt. An der Südwand des Langhauses ist ein Bildfragment Jüngstes Gericht vermutlich aus dem 17. Jahrhundert. Es gibt barocke Apostelmedaillons.

## Ausstattung
Der Altaraufbau baute 1720 der Schnitzer Veit Mödlhammer. Das Altarblatt hl. Nikolaus malte Sebastian Stief (1867). Die Konsolfiguren Hll. Ulrich und Wolfgang und im Aufsatz hl. Michael schuf der Bildhauer Paul Mödlhammer (1720). Die Kanzel ist mit 1661 bezeichnet. Es gibt Konsolfiguren der Heiligen Petrus, Paulus und Nikolaus aus der 1. Hälfte des 17. Jahrhunderts und die Figur Immaculata aus der Mitte des 19. Jahrhunderts.
Die Konsolfigur Christus als Guter Hirte um 1750 vom Bildhauer Johann Georg Hitzl wurde an die Dekanatskirche Seekirchen abgeben. Vier Tafeln (z. T. auch rückseitig bemalt) um 1520 mit drei Szenen aus dem Leben des hl. Nikolaus und einer Szene zum hl. Paulus sind im Salzburg Museum.
Die Orgel aus 1975 stammt von Arnulf Klebel/Wien. Eine Glocke goss im 15. Jahrhundert Jörg Gloppitscher.